# Marek Bojarski (muzyk)
Marek Bojarski (ur. 1951) – polski skrzypek, solista, kameralista i pedagog.
Jest członkiem Orkiestry Symfonicznej Filharmonii Narodowej w grupie II skrzypiec. Jest także muzykiem-kameralistą - członkiem Kwartetu Varsowia oraz Zespołu Kameralistów Filharmonii Narodowej.
Współpracuje z teatrem. Był  m.in. muzykiem w przedstawieniu Król Ból w Teatrze Buffo w 2007 r.
Ma także na swoim koncie współpracę z filmem - wystąpił jako muzyk w filmie Spona z 1997 r. w reżyserii Waldemara Szarka.
Prowadzi działalność pedagogiczną - klasę skrzypiec w Szkole Muzycznej II stopnia przy ul. Bednarskiej w Warszawie. 
W 1970 r. zdobył nagrodę w Międzynarodowym Konkursie Muzyki Kameralnej im. Kiejstuta Bacewicza w Łodzi występując w Triu fortepianowym wraz z Pawłem Rokiem (wiolonczela) i Haliną Cichoń (fortepian).